# Kaiserpfalz

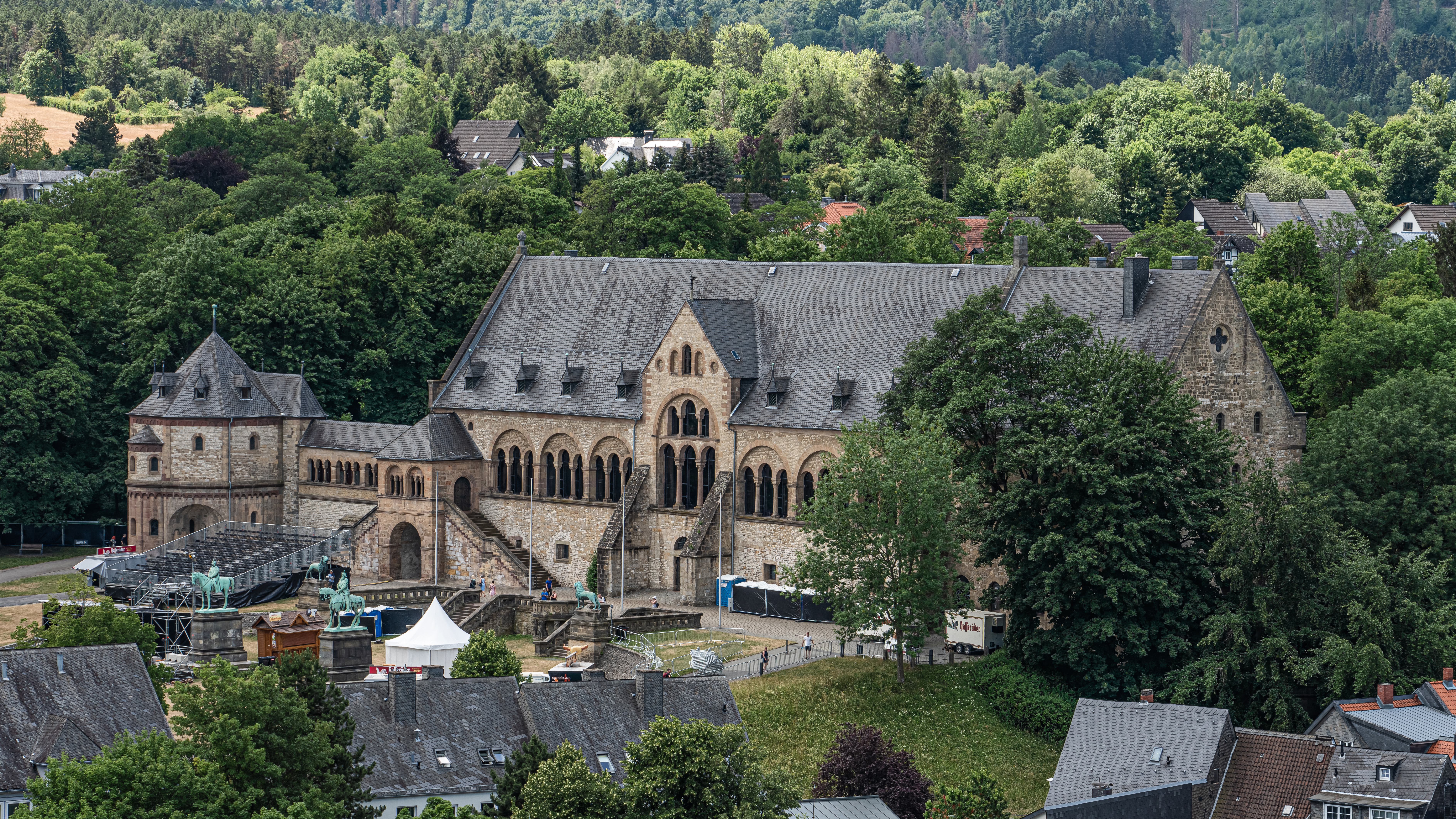
Palatium w Goslarze

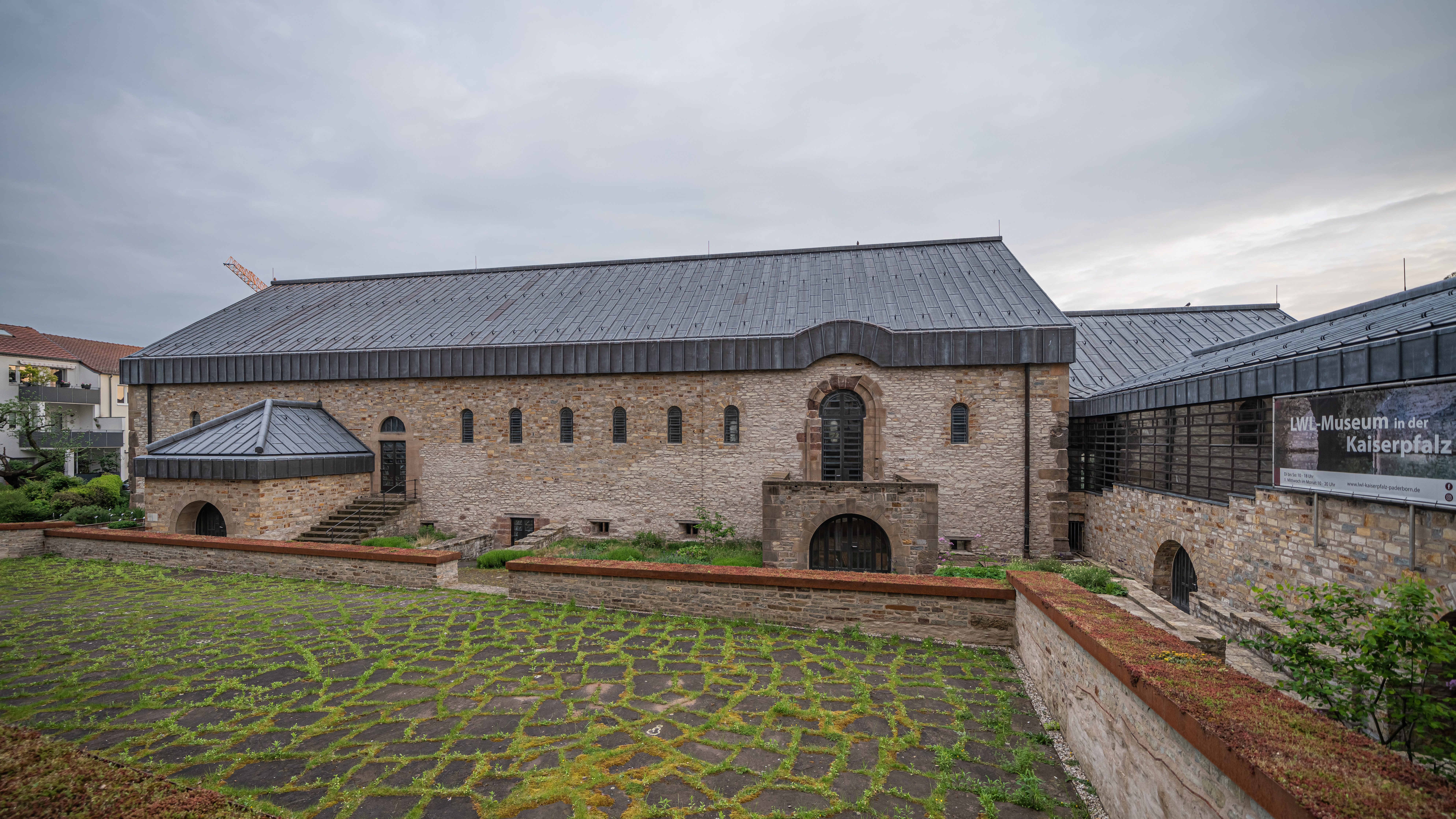
Palatium cesarskie w Paderborn (rekonstrukcja)

Kaiserpfalz lub Königspfalz (z niem. Pałac cesarski) – ogólna nazwa dla wszystkich zamków i pałaców (oraz wczesnośredniowiecznych palatiów) w Świętym Cesarstwie Rzymskim, które spełniały rolę siedziby i miejsca wykonywania władzy cesarza. Siedziby te miały za zadanie utrzymywać ekonomicznie przemieszczającego się cesarza i jego orszak, w czasie jego pobytu w danym miejscu. Zarząd Kaiserpfalzami sprawowali palatyni.

## Etymologia
Kaiserpfalz jest słowem niemieckim, które składa się z dwóch innych: Kaiser oznaczającego cesarz i Pfalz czyli pałac. Obydwa słowa z kolei wywodzą się z łaciny, odpowiednio: caesar i palatium. Pierwotnie jednak słowo Pfalz miało nieco inne znaczenie niż obecnie: nie oznaczało miejsca stałego zamieszkania władcy, a jedynie czasowe (najczęściej rezydowano w nim krócej niż rok) – było więc wiele Kaiserpfalzów. Oprócz tego, w średniowieczu do zostania cesarzem wymagane było uzyskanie namaszczenia od papieża. Do tego czasu – jeżeli w ogóle – władca dysponował jedynie tytułem króla niemieckiego, ale jednocześnie mógł korzystać z cesarskich pałaców, stąd alternatywna nazwa – Königspfalz (pałac królewski). Sam termin Kaiserpfalz pochodzi dopiero z XIX wieku, natomiast po łacinie pałace określano jako villa regia lub curtis regia.

## Plan i znaczenie

Rekonstrukcja siedziby cesarskiej w Akwizgranie

Niemal każdy Kaiserpfalz był kompleksem architektonicznym, który składał się z przynajmniej trzech głównych części: właściwego pałacu (lub analogicznej budowli), kaplicy pałacowej i gospodarstwa rolno-hodowlanego (wraz z siedzibami służby, chłopów, itp). Część z siedzib cesarskich znajdowała się w dużych miastach (np. w Akwizgranie, Magdeburgu, czy Frankfurcie nad Menem), były więc pozbawione gospodarstw. Bardzo często wznoszono je też w pobliżu stolic biskupich lub klasztorów.
Od czasów Merowingów władcy objeżdżali swoje państwo. Miało to znaczenie polityczne (władcy nie mogli pozwolić sobie na zbytnie usamodzielnienie się swoich wasali), administracyjne (rozpatrywanie postulatów poddanych, wydawanie praw i przywilejów) i ekonomiczne (ciężar utrzymania dworu monarchy ponosił każdy region, a nie tylko stolica i okolice). Po wskrzeszeniu Cesarstwa Rzymskiego taką rolę na terenie Rzeszy odgrywały właśnie Kaiserpfalze.

## Ranga Kaiserpfalzów
Każda rezydencja cesarska sama w sobie była ważna, ale wśród wszystkich siedzib władcy do najważniejszych należały te, w których spędzał on zimę oraz te, w których przebywał podczas Wielkanocy. Z tych powodów do ważniejszych zaliczane są m.in. siedziby cesarskie w Akwizgranie, Goslarze, Wormacji i Merseburgu.